# حاقل
حاقل، إحدى القرى اللبنانية في قضاء جبيل. تبعد عن بيروت 54 كم، وترتفع عن سطح البحر 670م. تقع بالقرب من قرى لحفد وبجة وسبايل وعبيدات.
ولد بها إبراهيم الحاقلي الماروني أو الحاقلاني (1605-1664) ((باللاتينية: Abraham Enchellensis) رجل دين عمل مترجماً عربياً للبابا حوالي سنة 1628، كانت معظم أعمالة لاهوتية لكن ترجم بعضاً من الكتب والمخطوطات التراثيّة العربية الهامة إلى اللاتينية. توفي في روما بسنة 1664. 